# Naciūnai
Naciūnai è una città del distretto di Biržai della contea di Panevėžys, nel nord-est della Lituania non molto distante dal confine con la Lettonia. Secondo un censimento del 2011, la popolazione ammonta a 387 abitanti.

## Storia
Naciūnai viene menzionata per la prima volta in fonti storiche nel 1694. Durante l'occupazione dell'URSS, Naciūnai ospitò diverse fattorie collettive. L'insediamento è sede di una miniera di gesso. Naciūnai.